# خواهان
خواهان (بالفارسية: خواهان)/(بالطاجيكية: Хоҳон)‏ هي مدينة (وحصن) وعاصمة مقاطعة خواهان، في ولاية بدخشان في شمال شرق أفغانستان. تقع على الضفة اليسرى لنهر بانج [الإنجليزية] ، المناطق الفرعية لدارواز.